# Anna Wieler

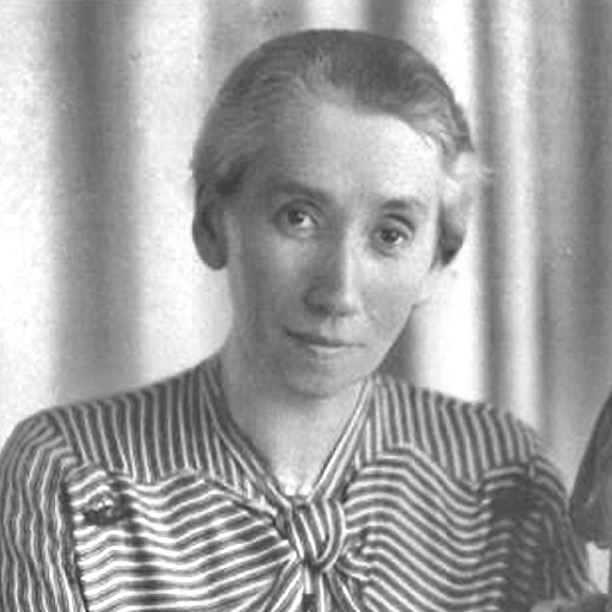
Anna Wieler, um 1933

Anna Wieler (geboren am 7. Juni 1889 in Konstanz, Großherzogtum Baden; deportiert am 1. Dezember 1941 nach Riga, Reichskommissariat Ostland, Todesdatum und -ort unbekannt) war eine deutsche Lehrerin und Schulleiterin. Sie war Mitbegründerin des privaten Töchterpensionats Wieler in Konstanz.

## Familie
Anna Wieler war das jüngste von acht Kindern des Textil-Großhandelskaufmanns Adolf Wieler (geboren am 8. Dezember 1840; gestorben am 24. November 1907) und dessen Ehefrau Bertha (geboren am 22. Dezember 1854 in Kappel bei Buchau; gestorben am 7. April 1942 in Konstanz), geborene Mayer.
Anna Wielers Geschwister waren Bella (geboren am 7. Juni 1875 in Konstanz; gestorben am 10. Dezember 1961 in New York City), Berthold (geboren am 7. Juni 1876 in Konstanz; gestorben am 15. März 1948 in Baden, Schweiz), Irma (geboren am 6. April 1882 in Konstanz; Deportation am 26. April 1942 über Stuttgart ins Ghetto Izbica, Todeszeitpunkt und -ort unbekannt), Ludwig (1879–1886), Martha (1877), Margarethe (1880–1882) und Therese (1886–1910). Die Familie ihres Vaters war 1873 von Randegg auf der Höri nach Konstanz umgesiedelt.
Die Familie lebte in der ersten Etage eines Wohn- und Geschäftshauses in der Oberen Laube 20 (heute: Hausnummer 64), wo die Kinder auch aufwuchsen. In dem Gebäude betrieben der Vater und dessen Bruder Pius (ursprünglich: Pinchas) Wieler (geboren am 20. November 1839 in Randegg auf der Höri; gestorben am 3. Februar 1899 in Konstanz) unter der Firmierung Gebrüder Wieler einen Großhandel für Garne, Woll- und Kurzwaren.

## Wirken

### Studium in London – Schulleiterin in Konstanz

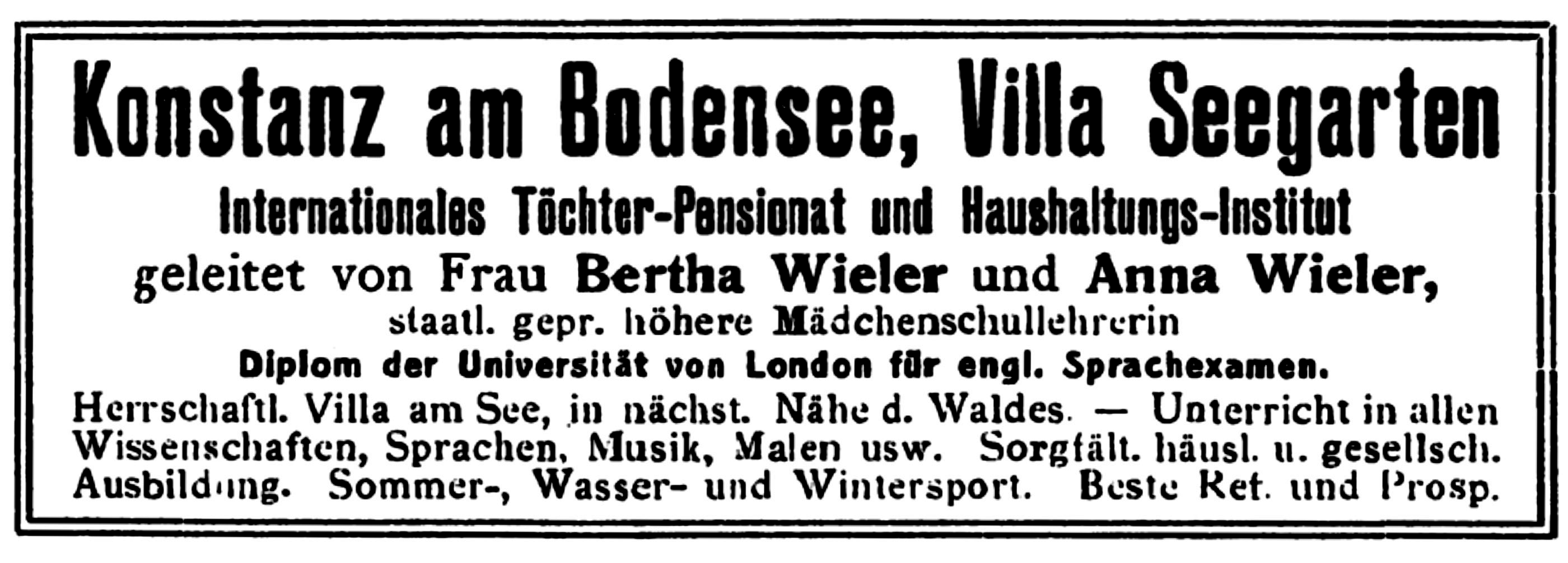
Werbeanzeige in der Wochenzeitung Die Welt – Zentralorgan der zionistischen Bewegung (Wien), 15. und 29. Dezember 1911

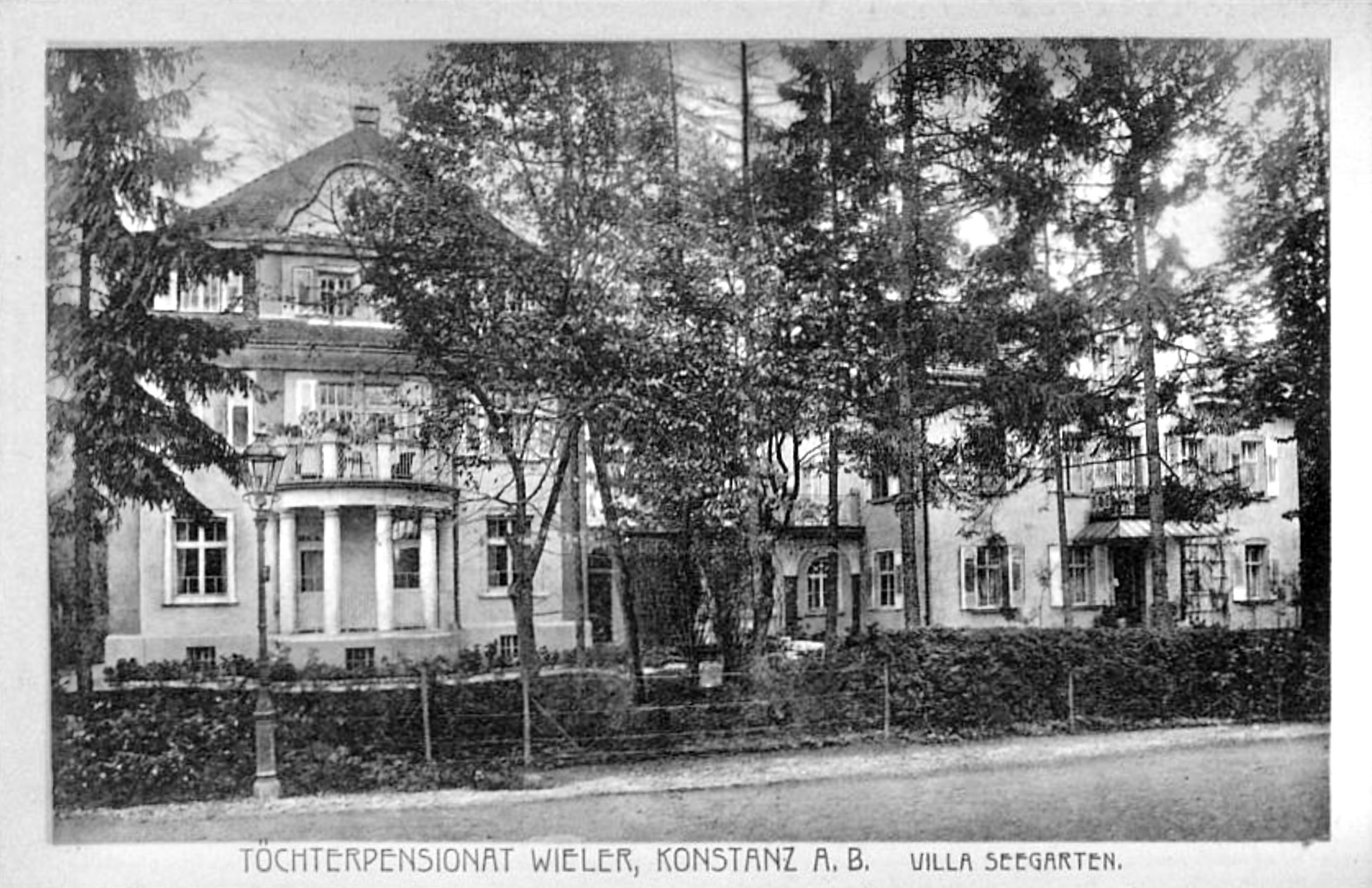
Zeitgenössische Ansichtspostkarte des Töchterpensionats Wieler, um 1920

Anna Wieler studierte an der University of London, schloss dort mit einem Diplom ab und wurde in Deutschland als Höhere Mädchenschullehrerin staatlich geprüft. Im Jahr 1912 gründete sie gemeinsam mit ihrer Mutter Bertha auf dem Anwesen der Konstanzer Villa Seegarten (heute: Hebelhof) in der Hebelstraße 6 eine weiterführende Privatschule für Mädchen, die zunächst als Töchter-Erziehungsheim und Haushaltungsschule Wieler, später als Töchterpensionat Wieler firmierte und als Internat geführt wurde. Während Anna Wieler die wissenschaftliche Leitung des Töchterpensionats übernahm, war ihre Schwester Irma ab 1916 in Nachfolge ihrer Mutter Bertha als Vorsteherin für dessen wirtschaftliche und hauswirtschaftliche Leitung verantwortlich. Anna Wieler spendete u. a. während der Rosch ha-Schana-Aktion für den Fonds Keren Kayemeth LeIsrael, um den zionistischen Aufbau im Mandatsgebiet Palästina zu fördern.
Die Privatschule bestand bis etwa zum Jahr 1933, dann entschlossen sich die Schwestern zusammen mit ihrer mittlerweile 79-jährigen Mutter, in denselben Gebäuden die Familienpension Wieler zu betreiben, aber weiterhin Haushaltung (Hauswirtschaft) zu lehren. Damit war jedoch verbunden, dass die 44-jährige Anna Wieler ihren Beruf als Lehrerin für Deutsch zunächst verlor.
Durch die Weltwirtschaftskrise ab Ende 1929 und die Machtabtretung an die Nationalsozialisten ab Ende Januar 1933 wurden die Betriebsbedingungen zunehmend schwierig. Im Herbst 1938 sahen sich die Geschwister genötigt, den Betrieb der Familienpension einzustellen und das Anwesen Villa Seegarten zu den Bedingungen der „Arisierung“ weit unter Wert zum Verkauf anzubieten. Zusammen mit ihrer Mutter war beabsichtigt, mit dem Erlös ins Mandatsgebiet Palästina zu emigrieren. Allerdings verzögerten sich der Verkauf und dessen behördliche Abwicklung erheblich; Ausreisegenehmigungen wurden ihnen dadurch nicht (mehr) erteilt.

### Schulleiterin in Stuttgart
Anna Wieler musste sich daher eine Beschäftigung suchen und fand in Stuttgart, wo sie ab April 1939 unter der Adresse Werfmershalde 12 und zuletzt in der Adalbert-Stifter-Straße 107 („Judenhaus“) gemeldet war, eine Anstellung. In der Nachfolge des Schulleiters Emil Goldschmidt, der emigriert war, fungierte sie ab etwa Oktober 1939 als Leiterin und Lehrerin der Jüdischen Schule in Stuttgart, die ab 1934 im Hof bzw. Garten hinter dem Verwaltungsgebäude der Jüdischen Gemeinde in der Hospitalstraße 36 a, unweit der Alten Synagoge Stuttgarts, errichtet worden war.

## Deportation
Etwa Mitte November 1941 informierte das „Judenreferat“ der Stapoleitstelle Stuttgart die örtliche Jüdische Gemeinde über einen als Umsiedlung getarnten Deportationstermin am 1. Dezember und forderte dafür die namentliche Benennung von 1000 arbeitsfähigen Juden unter 65 Jahren. Den Betroffenen blieben dann nur wenige Tage, um ihre gesamte bisherige Existenz aufzulösen, umfängliche schriftliche Vermögensauskünfte zu erteilen und sich von Angehörigen zu verabschieden. Ihr Gepäck mussten sie vorab entweder im Jüdischen Gemeindehaus in der Hospitalstraße deponieren oder auf dem Gelände der 1939 veranstalteten 3. Reichsgartenschau auf dem Killesberg, das gleichzeitig als Sammellager Betroffener aus den Landgemeinden diente. Vor der Abfahrt musste eine Fahrkarte der Deutschen Reichsbahn gekauft und die Konfiskation des individuell zumeist kaum noch vorhandenen Vermögens quittiert werden.
In den frühen Morgenstunden des 1. Dezember 1941 wurde Anna Wieler vom Stuttgarter Nordbahnhof aus in einem viertägigen Sammeltransport nach Riga deportiert. Ursprungsziel war das Ghetto Riga, in dem am 30. November ein Massaker stattgefunden hatte. Dennoch war das Ghetto durch neu eingetroffene Züge mit Deportierten aus Hamburg, Nürnberg und Wien überfüllt. Daher mussten die aus Stuttgart Deportierten inklusive Anna Wieler ins Lager Jungfernhof, ein Außenlager des Ghettos. Dort starben durch die Bedingungen der Unterbringung in unbeheizten Scheunen und bei Zwangsarbeit eine Vielzahl der Menschen des Stuttgarter Transports. Wer diese Torturen überlebt hatte, fiel am 25. März 1942 einem Erschießungskommando zum Opfer. Das Amtsgericht Stuttgart legte den Tag der Deportation als Anna Wielers Todeszeitpunkt fest.

## Gedenken
Für Anna Wieler wurden im Jahr 2009 in der Stuttgarter Werfmershalde 12 und im Jahr 2015 in der Konstanzer Hebelstraße 6 Stolpersteine verlegt. Der Stolperstein in Stuttgart weist mit 1890 leider ein falsches Geburtsjahr auf. Dieser Fauxpas hat über viele Jahre eine Zusammenführung der Konstanzer mit den Stuttgarter Lebensstationen von Anna Wieler verhindert.

## Veröffentlichungen
- diverse gedruckte und geheftete Prospekte: der erste, im November 1911 in Werbeanzeigen erwähnt, ist in deutschen Archiven und Bibliotheken nicht verzeichnet;
- Töchter-Erziehungsheim und Haushaltungsschule „Wieler“, Konstanz am Bodensee, Villa Seegarten, Heinrich Schatz Buchdruckerei, Konstanz um 1918 (archivarisch seitens der Monacensia [lt. Stempel auf dem Deckblatt des Prospekts] bzw. der Bayerischen Staatsbibliothek auf 1913 geschätzt, enthält aber Fotos eines erst 1915/16 errichteten und im Mai 1916 eingeweihten Schulgebäudes), OCLC 162325124.